# Hanns Moritz von Brühl
Ne doit pas être confondu avec Hans Moritz von Brühl.
Pour les articles homonymes, voir Brühl.
Hans Moritz Christian Maximilian Clemens comte Brühl (né le 26 juillet 1746 à Dresde et mort le 31 janvier 1811 à Seifersdorf) est un noble saxon et propriétaire du château de Seifersdorf, traducteur et dessinateur, plus tard directeur prussien des Chaussées / Chaussées d'État prussiennes (de) et entre dans l'histoire de la Prusse dans cette fonction comme Chaussée-Brühl (de). Il ne doit pas être confondu avec son cousin du même nom, Hans Moritz von Brühl.

## Biographie
Brühl est le plus jeune fils du célèbre premier ministre Heinrich von Brühl et de Maria Anna, née. comtesse von Kolowrat-Krakowsky. Entre 1754 et 1764, il étudie à Leipzig et à Strasbourg et entreprend des voyages éducatifs et sociaux à Vienne, Paris et Varsovie. En raison de la mort de son père (1763) et du différend qui s'ensuit entre l'État saxon et la famille au sujet des actifs, Brühl est contraint d'accepter un poste salarié. Devenu lieutenant-colonel dans l'armée saxonne en 1763, toujours parrainé par son père, il prend un congé et passe au service français en 1766. Pendant ce temps, il traduit en allemand des brochures militaires françaises et les illustre de gravures.
En 1771, il épouse la future écrivaine et paysagiste Johanne Margarethe Christina Schleyerweber, avec qui il a un fils, Carl Friedrich Moritz Paul. En même temps, il se retire des services français. Comme il n'est pas possible de mener durablement une vie digne de son statut sans revenu professionnel, Brühl tente pendant des années de trouver un emploi salarié.
En 1775, il s'installe dans la maison de maître du domaine seigneurial de Seifersdorf près de Radeberg avec sa femme Christina von Brühl et son jeune fils Carl von Brühl. À cette époque, le château n'est pas habitable pour la seigneurie. À partir de 1792, il fait redessiner le château de Seifersdorf selon les plans des frères Genelly, mais ne l'achève pas. Ce n'est que son fils Carl qui fait finalement reconstruire le château selon les plans de Schinkel. Schinkel est à Seifersdorf en 1817.
En 1791, il réussit à convaincre le roi Frédéric-Guillaume II de le nommer premier inspecteur général des chaussées prussiennes (de) dans la Marche-Électorale et en Poméranie, ce qui le rend effectivement maître de toutes les chaussées prussiennes. Il occupe ce poste pendant vingt ans jusqu'à sa mort et façonne ainsi le début de la construction routière prussienne. Les chaussées de Berlin à Potsdam et de Potsdam à Magdebourg sont construites sous sa responsabilité.

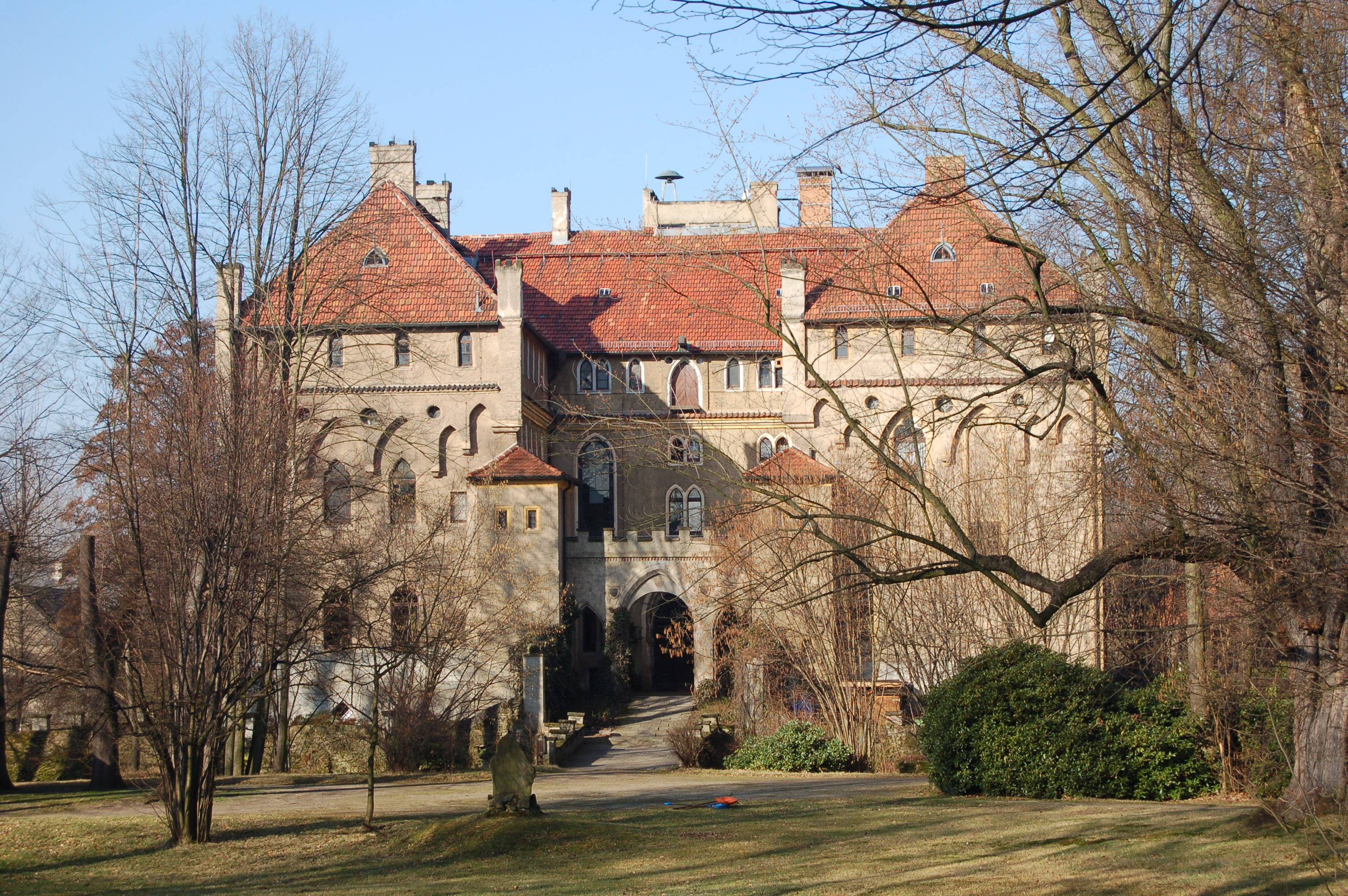
Château de Seifersdorf

Comme son employeur prussien, Brühl a des tendances spirites et ésotériques et est un adepte du magnétisme de Mesmer, alors à la mode. Brühl maintient le contact avec la maison princière de Weimar et le cercle d'artistes autour de Goethe et Schiller. Il y a un échange de lettres animé, qui est principalement entretenu par sa femme Christina, comtesse de Brühl. Tous deux sont invités à Carlsbad en 1785, où Goethe séjourne également. À l'occasion de l'anniversaire du comte le 26 juillet, Goethe rédige le "Bänkelsängerlied", qui 160 ans plus tard (1945/1946) doit donner lieu à d'importantes querelles après l'expropriation de la dernière comtesse Agnes von Brühl de Seifersdorf.
Les monuments de la vallée de Seifersdorf (de) conçus par Christina von Brühl sont célébrés par une fête le jour de l'anniversaire du comte, le 26 juillet. Aujourd'hui encore, deux programmes contenant entre autres de la musique du maître de chapelle de la cour de Dresde, Johann Gottlieb Naumann, sont toujours disponibles.
Son talent de dessinateur va tellement au-delà de l'amateurisme qu'une de ses représentations de paysage est présentée à l'exposition de l'Académie de Berlin en 1793. Il dessine quelques parties de la vallée de Seifersdorf aménagée par sa femme. Le couple entretient une vie sociale marquée par l'art, la littérature et la musique. Brühl est décrit par ses contemporains comme un homme cultivé, divertissant, plein d'humour et facile à vivre.
En 1811, il meurt à Seifersdorf et est enterré dans la crypte de l'église.
Les communes d'Ottendorf et de Schönborn près de Dresde appartenaient au domaine de Seifersdorf. Après sa mort, son fils Carl von Brühl tente de faire rebaptiser Moritzdorf vers 1826 une partie de l'actuelle Ottendorf-Okrilla près de Dresde.